# 鮫島一步

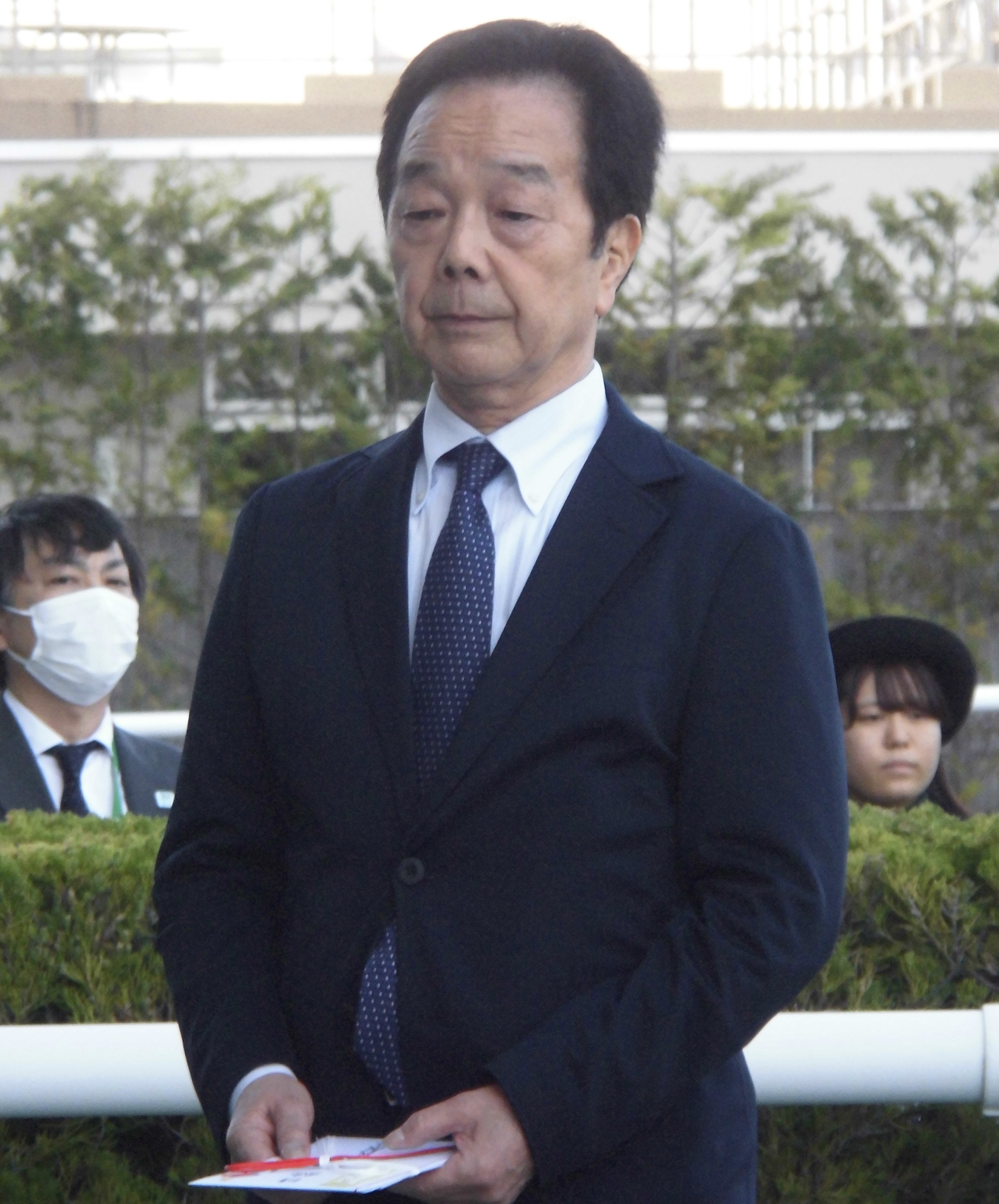
鮫島一步

鮫島一步（1954年4月12日—），是一名日本籍日本中央競馬會的練馬師，屬栗東練馬中心。

## 生平
鮫島一步最初於1979年在增本豐的馬房任助理，至1999年2月正式獲得練馬師執照，翌年三月其馬匹首次出賽，五月就已經於贏得頭馬，從練期間曾經勝出多項分級賽，其中包括目黑紀念、關屋紀念賽及函館記念賽等賽事，但直到2017年，憑魔族之鳥贏得從練首項國際一級賽頭馬（女皇伊利沙伯二世盃）。
2025年，他和音無秀孝、河內洋、宗像義忠、木原一良、石毛善彥、藤澤則雄因年滿70歲關係，宣布退休，從練期間累積勝岀591場日本中央競馬會賽事、12場地方競馬全國協會賽事，總共勝出603場頭馬。

## 曾訓練名駒
- Silk Famous
- Rainbow Pagasus
- Makoto Sparviero
- 重砲大王
- 三人共舞
- 光明前途
- 歌爾達
- Tagano Tonnerre
- 挪威少艾
- Makoto Brillar
- 魔族之鳥
- 猛力進攻
- Mani
- 重整思想